# Pirnaer Puppenspiele
Die Pirnaer Puppenspiele waren ein professionelles Figurentheater, das in der ersten Hälfte der 1950er Jahre vom sächsischen Pirna aus als Reisepuppenbühne tätig war.

## Geschichte und Werk
"Die Pirnaer", wie das Theater kurz genannt wurde, bestanden aus dem Bühnenleiter Wolfgang Hensel und seinen Mitspielern Fred Schencke und Heinz Fülfe. Fülfe war außerdem als Kulissenbildner tätig. Die Pirnaer spielten sowohl für Kinder als auch ein erwachsenes Publikum und lehnten sich in der Gestaltung ihrer Figuren bewusst an den Stil der damals schon weltbekannten Hohnsteiner Puppenspiele an, indem sie ausschließlich mit Handpuppen des Hohnsteiner Kasperschnitzers Theo Eggink arbeiteten. Als Gegensatz zu den Hohnsteinern, die ihre Bühnen meist nur mit farbigen Stoffen gestalteten, spielten die Pirnaer mit aufwendigen Bühnenbildern.
Mit dem Stück Der Schatz in der Zauberhöhle waren die Pirnaer auch im DDR-Fernsehen zu sehen.
Bereits Mitte der 1950er Jahre ging die Zeit der Pirnaer als Berufspuppenbühne zu Ende. Wolfgang Hensel wechselte 1957 in die Bundesrepublik Deutschland, spielte hier noch drei weitere Jahre als "Pirnaer Puppenspieler" (gemeinsam mit Paul Hölzig, der ebenfalls aus der DDR fortgegangen war), arbeitete danach aber nur noch außerhalb der Welt des Puppenspiels; Heinz Fülfe konzentrierte sich auf das Fernsehpuppenspiel. Einzig Friedrich Träger, der zeitweise als Spieler bei den Pirnaern gewesen war, führte die Arbeit des Theaters noch eine Zeit lang als Amateurspieler weiter; wegen der zunehmenden Gängelung durch die DDR-Regierung kam eine hauptberufliche Tätigkeit als Puppenspieler für ihn nicht mehr in Frage.
In der kurzen Zeit ihres Bestehens gehörten die Pirnaer zu den populärsten Puppentheatern in Ostdeutschland und zu den wichtigsten Wegbereitern des künstlerischen Handpuppenspiels nach dem Zweiten Weltkrieg.

## Inszenierungen

### Stücke für Erwachsene
- Der Freischütz
- Die Zauberflöte
- Der Schneider Wibbel
- Der eingebildete Kranke
- Faust
- Schwarzwaldmädel

### Stücke für Kinder (Auswahl)
- Der fliegende Koffer
- Die Reise auf den Mond
- Kasperle reist um die Welt
- Das goldene teufelchen
- Kasperle und der gute, alte Mond